# ワージング駅
ワージング駅（ワージングえき、英語: Worthing railway station）は、英国ウェスト・サセックス州ワージングにあるウェスト・コーストウェイ線の鉄道駅。かつてはワージング中央駅と呼ばれていた。

## 歴史
1845年11月24日に開業。開業日は群衆が近くのテヴィル橋に集まって1番列車を見守った。同年に建設された初代駅舎は現存しており、第二級指定建築物に指定されている。1911年に新駅舎が建設された。
2007年8月、ホームと切符売り場を隔てる改札が導入された。しかし、駅後方の駐車場入口が地下道を通じて直接ホームとつながっており、当初は十分な効果を得られなかった。その後地下道にも小型の切符売り場を設置した。2009年4月にはバリアフリー化され、高さ調節が可能な切符売り場、スロープ、折れ戸が設置された。

## 駅構造
島式ホームと単式ホームの計3面3線の地上駅。
メインの入り口は南側に設置されており、北側には駐車場がある。駐車場は日曜・祝日は無料で利用ができる。券売機のある駅コンコースは3番のりばとつながっており、1・2番のりばへは地下道を通じていくことができる。

### のりば
| のりば | 路線                     | 方向                     | 行先                                             |
| ------ | ------------------------ | ------------------------ | ------------------------------------------------ |
| 1      | ピーク時・当駅止まりのみ | ピーク時・当駅止まりのみ | ピーク時・当駅止まりのみ                         |
| 2      | ■ サザン                 | 上り                     | ブライトン・ロンドン（ヴィクトリア）方面         |
| 2      | ■ テムズリンク           | 上り                     | ブライトン・ロンドン（ブリッジ）・ベッドフォード |
| 2      | ■ グレート・ウェスタン   | 上り                     | ブライトン方面                                   |
| 3      | ■ サザン                 | 下り                     | ポーツマス・サウサンプトン方面                   |
| 3      | ■ テムズリンク           | 下り                     | リトルハンプトン方面                             |
| 3      | ■ グレート・ウェスタン   | 下り                     | ブリストル・マルヴァーン方面                     |

## 運行頻度
サザン
平日オフピーク時の運行頻度は以下の通り。
- ロンドン・ヴィクトリア行き：毎時2本
- ブライトン行き：毎時4本（快速2本、普通2本）
- ウェスト・ワージング行き：毎時2本
- リトルハンプトン行き：毎時2本
- ポーツマス・ハーバー行き：毎時1本
- サウサンプトン中央行き：毎時1本

テムズリンク
ピーク時にベッドフォード - リトルハンプトン間の運行が行われている。
グレート・ウェスタン
- ブリストル・テンプル・ミーズ行き：毎日1本
- グレート・マルヴァーン（英語版）行き：毎日1本

## 隣の駅
ナショナル・レール
■ サザン（ゴヴィア・テムズリンク・レールウェイ）
イースト・ワージング駅 - ワージング駅 - ウェスト・ワージング駅
■ テムズリンク（ゴヴィア・テムズリンク・レールウェイ）
ランシング駅 - ワージング駅 - ウェスト・ワージング駅
■ グレート・ウェスタン・レールウェイ
ショアハム＝バイ＝シー駅 - ワージング駅 - バーンハム駅